# Riu Slave
El riu Slave (literalment en català, Riu de l'Esclau o Riu Esclau; en anglès: Slave River; francès: Rivière des Esclaves) és un riu del Canadà que transcorre des del llac Athabasca, al nord-est de la província d'Alberta, fins a desembocar al Gran Llac de l'Esclau, als Territoris del Nord-oest. El riu té una longitud de 434 km i drena una gran conca de 616.400 km², que seria més gran que països com Ucraïna, Botswana o Madagascar.
Abans que s'estengués el servei de ferrocarril fins a Hay River (Territoris del Nord-oest), el riu Slave era una ruta important per al transport de mercaderies. Els vaixells de fusta locals navegaven pel riu a finals del segle xix. Els ràpids s'estenia al llarg de 26 km. Es van importar tractors d'Alemanya per ajudar el transport de mercaderies al voltant dels ràpids.

## Geografia
El riu forma part del sistema fluvial del riu Mackenzie, ja que és un tram de la seva capçalera més llunyana: el riu Mackenzie (1.738 km), connecta el Gran Llac Slave amb l'oceà Àrtic; el riu Slave, uneix el Gran Llac de l'Esclau amb el llac Athabasca; i el riu Peace (literalment, riu de la Pau), el més llarg dels rius que desemboquen en el llac Athabasca, i la longitud del qual, 1.923 km, inclou la del riu Finlay, la seva capçalera més allunyada i també la del Mackenzie. El sistema fluvial del Mackenzie és el més llarg del Canadà i el segon d'Amèrica del Nord, després del Mississipi.

## Afluents
El seu principal afluent és el riu Peace el qual té una longitud de 1.923 km (si s'inclou el riu Finlay), que, al seu torn, té com a subafluents principals els rius Wabasca, Smoky (402 km) i Finlay (402 km). Entre les seves capçaleres figura també el riu Athabasca (1.231 km), que desemboca en el llac homònim.
El nom del riu Slave fa referència a l'expressió en llengües atabascanas, «Deh Gah Got'ine», utilitzada per designar a un grup dene de les Primeres Nacions, però el nom no té cap relació amb l'esclavitud. Els chipewyan van reemplaçar a altres pobles indígenes de la regió.